# Coupe de France de football 1921-1922
Navigation
Coupe de France 1920-1921 Coupe de France 1922-1923
La coupe de France de football 1921-1922 est la cinquième édition de la Coupe de France, et s'est déroulée du 18 septembre 1921 au 7 mai 1922. Pour la seconde année consécutive, la finale se tenait au stade Pershing de Paris, devant 25 000 spectateurs.
249 clubs participent à la coupe de France cette année (sur environ 2600 clubs affiliés à la FFFA), un record dans l'histoire de la compétition. La coupe de France est remportée pour la deuxième année consécutive par le Red Star Amical Club, qui s'est imposé face au Stade rennais UC sur le score de deux buts à zéro. 

## Tours préliminaires
Avant les trente-deuxièmes de finale, 3 tours préliminaires sont organisés au vu du nombre d'équipes engagées (249 clubs, le record sur les 5 premières éditions de cette compétition).
38 clubs sont exemptés du 1er tour.
32 autres sont exemptés des 3 premiers tours et rejoignent directement les trente-deuxièmes de finale (ce sont les seizièmes de finaliste de l'édition précédente).

## Trente-deuxièmes de finale
Les trente-deuxième de finale se jouent le 4 décembre 1921. Les matches rejoués le sont le 18 décembre 1921. Le match rejoué entre Mulhouse et Les Terreaux le 18 décembre a été interrompu par la nuit, il a été rejoué une nouvelle fois le 15 janvier 1922.
| Lieu                | Équipe 1               | Score          | Équipe 2                |
| Amiens              | Amiens AC              | 2 - 1          | AS Française            |
| Bordeaux            | SC La Bastidienne      | 3 - 1          | SO Montpellier          |
| Cette               | VGA Médoc              | 3 - 0          | Stade raphaëlois        |
| La Garenne-Colombes | AF La Garenne-Colombes | 1 - 6          | US Boulogne             |
| Cannes              | AS Cannes              | 5 - 0          | CO Billancourt          |
| Rouen               | Beauvoisine FC         | 1 - 2          | RC Calais               |
| Annemasse           | US Annemasse           | 1 - 2          | FC Cette                |
| Clichy              | USA Clichy             | 1 - 1          | AS Strasbourg           |
| Strasbourg          | AS Strasbourg          | 8 - 1          | USA Clichy              |
| Dunkerque           | US Dunkerque-Malo      | 0 - 1          | FC Dieppe               |
| Le Havre            | Le Havre AC            | 2 - 0          | SC Tourcoing            |
| Laval               | AS Brestoise           | 0 - 3          | FEC Levallois           |
| Lille               | Olympique Lillois      | 5 - 1          | Club français           |
| Lyon                | FC Lyon                | 0 - 3          | Olympique de Marseille  |
| Metz                | CA Messin              | 5 - 3          | VGA Saint-Maur          |
| Mulhouse            | FC Mulhouse            | 1 - 1 puis 6-0 | CS des Terreaux         |
| Charentonneau       | CA Paris               | 4 - 1          | Stade Malherbe Caennais |
| Toulouse            | Stade Toulousain       | 1 - 3          | CASG Paris              |
| Angers              | SCO Angers             | 0 - 8          | Olympique de Paris      |
| Paris               | RC France              | 4 - 2          | FC Bischwiller          |
| Marseille           | Phocée Club            | 1 - 6          | Stade français          |
| Strasbourg          | RC Strasbourg          | 0 - 2          | US Suisse               |
| Rennes              | Stade rennais UC       | 2 - 1          | Bordeaux AC             |
| Roubaix             | RC Roubaix             | 4 - 0          | Stade havrais           |
| Ivry                | CA Ivry                | 0 - 5          | FC Rouen                |
| Saint-Brieuc        | Stade Briochin UC      | 3 - 1          | CS Jean Bouin           |
| Forbach             | US Forbach             | 1 - 5          | JA Saint-Ouen           |
| Saint-Ouen          | Red Star               | 7 - 0          | Sotteville FC           |
| Saint-Servan        | US Servannaise         | 6 - 1          | Étoile des Deux Lacs    |
| Belfort             | US Belfort             | 0 - 1          | SC Red Star Strasbourg  |
| Tourcoing           | US Tourcoing           | 1 - 0          | US Quevilly             |
| Valentigney         | AS Valentigney         | 2 - 1          | Lyon OU                 |
| Tours               | CA Vitry               | 3 - 1          | Stade bordelais UC      |

## Seizièmes de finale
Les seizièmes de finale se jouent le 8 janvier 1922 sauf mention contraire.
Le FC Cette est suspendu du 7 décembre 1921 au 31 janvier 1922, son adversaire l'Amiens AC est donc qualifié sans jouer.
Le RC Roubaix conteste un but du FEC Levallois et obtient que le match soit rejoué. Le match rejoué le 22 janvier 1922 se soldant par un score nul, une troisième rencontre a lieu le 29 janvier 1922.
| Lieu                 | Équipe 1               | Score             | Équipe 2          |
| Bordeaux             | VGA Médoc              | 5 - 1             | US Servannaise    |
| Boulogne             | US Boulogne            | 1 - 0             | US Suisse         |
| Calais               | RC Calais              | 5 - 0             | AS Strasbourg     |
| Montpellier          | AS Cannes              | 1 - 0             | SC La Bastidienne |
| Paris                | Stade français         | 1 - 1             | Havre AC          |
| Le Havre, 22/1/1922  | Le Havre AC            | 3 - 0             | Stade français    |
| Lille                | Olympique lillois      | 8 - 0             | CA Messin         |
| Marseille            | Olympique de Marseille | 1 - 0             | CA Paris          |
| Paris                | CASG Paris             | 5 - 0             | AS Valentigney    |
| Le Mans              | Olympique de Paris     | 9 - 2             | Stade Briochin UC |
| Mulhouse             | FC Mulhouse            | 1 - 2             | RC France         |
| Saint-Ouen           | JA Saint-Ouen          | 2 - 3             | Stade rennais UC  |
| Levallois            | FEC Levallois          | 4 - 3 réclamation | RC Roubaix        |
| Levallois, 22/1/1922 | FEC Levallois          | 1 - 1             | RC Roubaix        |
| Levallois, 29/1/1922 | FEC Levallois          | 0 - 4             | RC Roubaix        |
| Rouen                | FC Rouennais           | 4 - 0             | CA Vitry          |
| Dieppe               | FC Dieppe              | 1 - 3             | Red Star          |
| Strasbourg           | SC Red Star Strasbourg | 1 - 2             | US Tourcoing      |
|                      | Amiens AC              | Cette disqualifié | FC Cette          |

## Huitièmes de finale
Les huitièmes de finale se jouent le 5 février 1922.
| Équipe 1           | Score | Équipe 2               | Lieu                                    | Spectateurs     |
| VGA Médoc          | 2 - 0 | RC Calais              | (Tours)                                 |                 |
| Olympique lillois  | 1 - 0 | US Boulogne            | Stade Moulonguet (Amiens)               |                 |
| CASG Paris         | 1 - 0 | AS Cannes              | Stade des Iris (Villeurbanne)           | public nombreux |
| Olympique de Paris | 2 - 0 | RC Roubaix             | Stade de Charentonneau (Maisons-Alfort) |                 |
| Stade rennais UC   | 3 - 0 | Le Havre AC            | Route de Lorient (Rennes)               | 5 000           |
| FC Rouen           | 3 - 0 | Olympique de Marseille | Terrain du RC Bourguignon (Dijon)       | 1 500           |
| Red Star           | 4 - 0 | Amiens AC              | Rue Olivier-de-Serres (Paris)           |                 |
| US Tourcoing       | 1 - 0 | RC France              | (Lille)                                 |                 |

## Quarts de finale
Les quarts de finale se jouent le 5 mars 1922, les matches rejoués le 19 mars 1922.
| Équipe 1           | Score | Équipe 2          | Lieu                            | Spectateurs |
| Olympique de Paris | 2 - 2 | VGA Médoc         | Stade de l'Huveaune (Marseille) |             |
| Olympique de Paris | 4 - 1 | VGA Médoc         | (Angers)                        |             |
| Stade Rennais UC   | 1 - 1 | Olympique lillois | Stade Pershing (Paris)          | 5 à 6 000   |
| Stade Rennais UC   | 1 - 0 | Olympique lillois | Stade Pershing (Paris)          | 8 à 12 000  |
| FC Rouen           | 2 - 1 | CASG Paris        | Parc Jean-Dubrulle (Roubaix)    |             |
| Red Star           | 2 - 1 | US Tourcoing      | Stade des Bruyères (Rouen)      | 5 500       |

## Demi-finales
Les demi-finales se jouent le 2 avril 1922.
| Équipes            | Olympique de Paris - Stade Rennais UC |
| Score              | 0 - 3 (0 - 2) |
| Date               | 2 avril 1922 |
| Lieu               | Stade Pershing (Paris) |
| Buts               | Triplé de Jean Caballero pour le Stade Rennais UC. |
| Olympique de Paris | Maurice Cottenet, Audin, Jules Huysmans, Ernest Clère, Antoine Parachini, Lebatteux, Jules Dewaquez, Georges Haas, Antoine Rouchès, Louis Darques, Henri Rebut.                       |
| Stade Rennais UC   | Charles Berthelot - Ernest Molles, Bernard Lenoble - George Scoones, François Hugues, Pierre Gastiger - Émile Bourdin, Maurice Gastiger, Jean Caballero, Hervé Marc, Raoul Delalande. |

| Équipes              | FC Rouen - Red Star |
| Score                | 1 - 2 (0 - 1) |
| Date                 | 2 avril 1922 |
| Lieu                 | (Le Havre) |
| Affluence            | 10 000 |
| Buts                 | 0-1. 25e Nicolas s.p. ; 0-2. 60e Naudin ; 1-2. Rault. |
| FC Rouennais         | William Barnes - Charles Demeilliez, Coquin - Charles Witty, André Hérubel, André Blaizot - Potel, G. Rault, Bachelet, Petit, André Renault.                                     |
| Red Star Amical Club | Pierre Chayriguès, Maurice Meyer, Lucien Gamblin, Raoul Marion, Robert Joyaut, Philippe Bonnardel, Lucien Cordon, Juste Brouzes, Paul Nicolas, Marcel Naudin, Raymond Sentubéry. |

## Finale
La finale se déroule, comme l'année précédente au stade Pershing de Paris. 25 000 spectateurs assistent à cette finale opposant le Red Star au Stade rennais. L'arbitre de la rencontre se nomme Edmond Gérardin et il arbitre lors de ce match, sa seconde finale de coupe de France. La finale a lieu le 7 mai 1922. Le Red Star l'emporte sur le score de 2-0 grâce à des buts de Paul Nicolas à la 14e minute et de Raymond Sentubéry en fin de match, à la 87e minute de jeu. Il s'agit de la seconde victoire du Red Star en Coupe de France après celle acquise lors de la coupe de France 1920-1921.
| Clubs         | Red Star - Stade rennais UC |
| Score         | 2-0 (1-0) |
| Date          | 7 mai 1922 |
| Stade         | Stade Pershing, Paris 25 000 spectateurs |
| Arbitre       | Edmond Gérardin |
| Buts          | Nicolas (14e), Sentubéry (87e). |
| Red Star AC   | Pierre Chayriguès - Maurice Meyer, Lucien Gamblin (cap.) - Raoul Marion, Robert Joyaut, Philippe Bonnardel - Lucien Cordon, Maurice Thédié, Paul Nicolas, Marcel Naudin, Raymond Sentubéry.  |
| Stade rennais | Charles Berthelot - Ernest Molles, Bernard Lenoble - Pierre Gastiger, François Hugues (cap.), George Scoones - Émile Bourdin, Maurice Gastiger, Jean Caballero, Hervé Marc, Raoul Delalande. |